# Filialkirche Bogenneusiedl

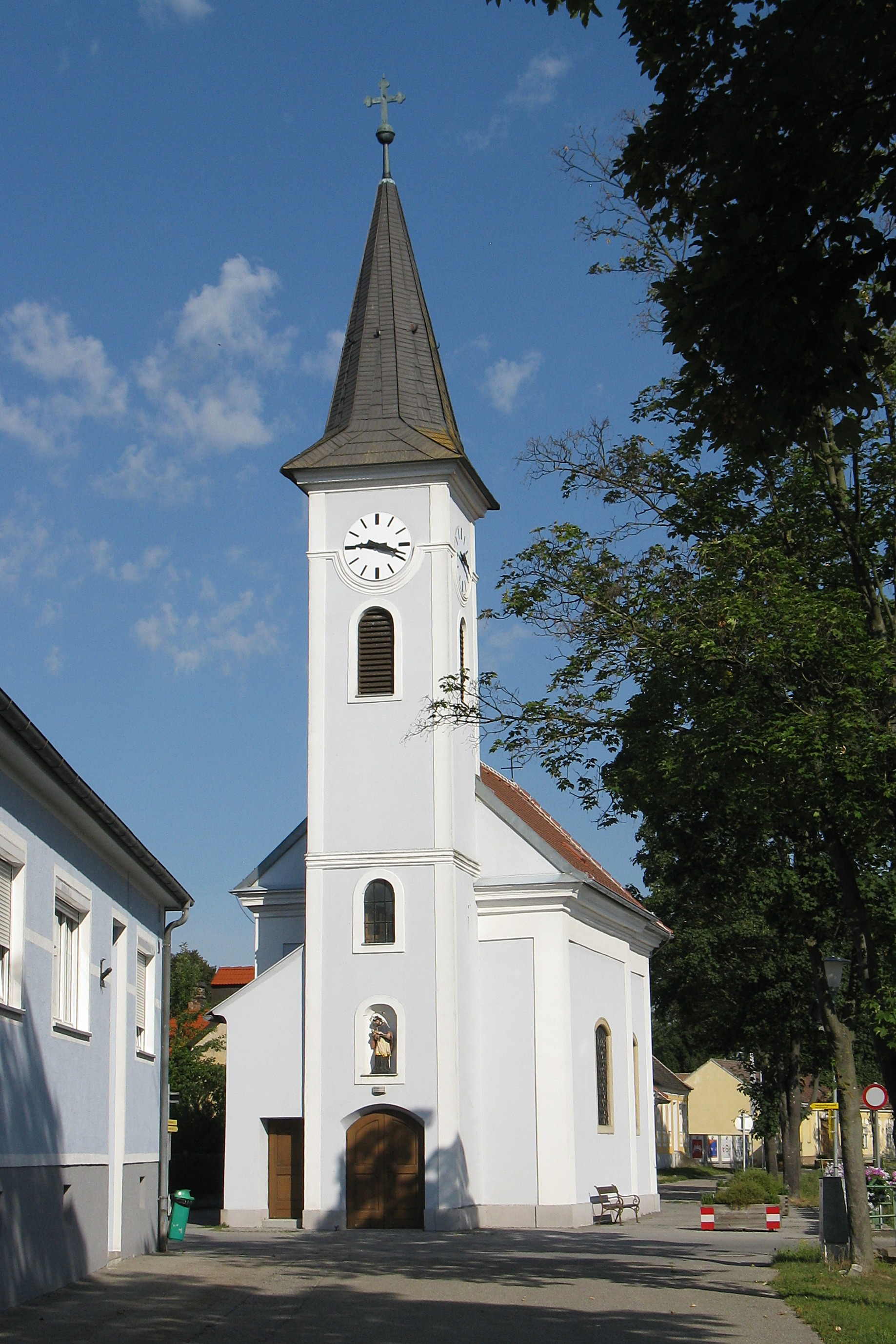
Filialkirche hl. Johannes Nepomuk in Bogenneusiedl

Die römisch-katholische Filialkirche Bogenneusiedl der Mutterpfarre St. Nikolaus in Wolfpassing steht in der Ortsmitte der Ortschaft Bogenneusiedl in der Gemeinde Hochleithen im Bezirk Mistelbach in Niederösterreich. Sie ist dem heiligen Johannes Nepomuk geweiht und gehört zum Dekanat Wolkersdorf im Vikariat Unter dem Manhartsberg der Erzdiözese Wien. Das Gebäude steht unter Denkmalschutz.

## Geschichte
Bogenneusiedl ist seit 1560 eine Filiale der Pfarre St. Nikolaus in Wolfpassing. 1765 erbaute die Gemeinde unter Dorfrichter Johann Neuburg laut einer teilweise erhaltenen Inschrift im Turmuntergeschoß eine Kapelle. Diese hatte zunächst noch keinen Altar und war nicht zur Abhaltung einer Hl. Messe geeignet, sodass die Gläubigen den Gottesdienst in Wolfpassing besuchen mussten. Da erst 1845 der Anbau einer Sakristei erfolgte, kann davon ausgegangen werden, dass spätestens zu diesem Zeitpunkt bereits auch ein Altar vorhanden gewesen sein dürfte. Dennoch wird erst seit etwa 1935 in Bogenneusiedl jeden Sonntag eine Hl. Messe gefeiert.
1934 wurde die Kirche erstmals renoviert, wobei die einfachen Glasfenster durch solche mit Glasmalerei ersetzt wurden, welche die Bewohner des Ortes gespendet hatten. Das Aufsteigen der Feuchtigkeit konnte trotz einer neuerlichen Renovierung von 1976 bis 1978 nicht verhindert werden, sodass anlässlich einer neuerlichen Renovierung im Jahre 1996 das Mauerwerk der Kirche durchgeschnitten und innen und außen neu gefärbelt wurde.

## Baubeschreibung

### Außen
Die Kirche ist ein schlichter spätbarocker Bau mit eingezogenem, gerade geschlossenem Chor und vorgestelltem Fassadenturm mit Ecklisenen und rundbogigen Schallfenstern. Über einem Traufgesims setzt ein achtseitiges Pyramidendach an.
In einer Rundbogennische über dem Portal steht die barocke Statue des Schutzpatrons der Kirche, des Hl. Johannes v. Nepomuk, aus der Mitte des 18. Jahrhunderts.

### Innen
Das Langhaus und das Chorjoch werden durch Platzlgewölbe mit ovalem Stuckdekor über Gurtbögen abgeschlossen, die auf Pilastern mit Volutenkapitellen ansetzen. Die Wandpfeiler sind mit Festons verziert. Ein rundbogiger Triumphbogen bildet den Übergang zum Chor.
Die hölzerne Orgelempore stammt aus dem 19. Jahrhundert und die figurale Glasmalerei der Kirchenfenster ist mit 1934 bezeichnet. Die einzelnen Fenster zeigen Bilder des Hl. Herzen Maria, des Hl. Herzen Jesu, sowie der Evangelisten Matthäus, Markus, Lukas und Johannes.

## Ausstattung
Die Glocke trägt die Inschrift: „1726 – Johann Baptist Divall in Wien goß mich“. Ein Bild auf der Glocke stellt Maria mit dem Jesukind dar.